# Steamboat House
Pour les articles homonymes, voir Steamboat et House.
La Steamboat House est une maison située à Huntsville, dans le comté de Walker, au Texas. Construite en 1858 en guise de cadeau de mariage de Rufus William Bailey à son fils, c'est la maison où Samuel Houston s'éteint le 26 juillet 1863. Déplacée sur son site actuel en 1936, elle est un Recorded Texas Historic Landmark depuis 1964.